# Éjjeliőr állam
A éjjeliőr állam felfogása vagy minarchizmus, minimális állam a libertarianizmus olyan formája, amelyik a piaci anarchizmussal ellentétben nem akarja teljesen eltüntetni az államot, csak minimális szerepre szorítani, a rendőrség, hadügy, igazságszolgáltatás és adóztatás területére. Ezt a minimális államot szükségesnek is tartja az emberi szabadság maximalizálása érdekében.

## Jellemző
Az „éjjeliőr állam” (németül: Nachtwächterstaat) kifejezést a német szocialista Ferdinand Lassalle használta először 1862-ben Berlinben egy beszédében, amelyben bírálta a polgári-liberális korlátozott kormány felfogását. Lassalle az ilyen államot nevezte éjjeliőrnek, akinek egyetlen kötelessége a lopás megakadályozása, rájátszva a német „Nachtwächter” kifejezés másik jelentésére, ami alkalmatlant vagy ostobát jelent. Ez a kifejezés gyorsan elterjedt a kapitalista kormány leírásaként, még akkor is, amikor a liberalizmus már egy felelősebb államot pártolt. Ludwig von Mises később úgy vélekedett, hogy Lassalle megpróbálta nevetségessé tenni a korlátozott kormányt, bár ez semmivel sem volt nevetségesebb, mint azok a kormányok, amelyek „savanyú káposzta elkészítésével, nadrággombok gyártásával, vagy újságok kiadásával” foglalkoznak.
Az éjjeliőr állam híveit más néven a „minarchistáknak” is nevezik, a „minimum” és az „archia” összetétele alapján. Az arche görög szó, amely jelentése: „első hely, hatalom”, „kormányzati módszer”, „birodalom, birodalom”, „hatóságok” (többes számban: ἀρχαί) vagy „parancs”.
A minarchizmus kifejezést az egyébként agorista Samuel Edward Konkin III alkotta meg 1980-ban. A minarchizmus neves képviselője volt többek között Ludwig von Mises, Robert Nozick és Ayn Rand.